# Kukljica
Kukljica (italsky Cuclizza) je vesnice, přímořské letovisko a sídlo stejnojmenné opčiny v Chorvatsku v Zadarské župě. Spolu s opčinami Kali a Preko je jednou ze tří opčin rozkládajících se na ostrově Ugljan. V roce 2021 zde trvale žilo 628 obyvatel, ti se zabývají zejména turismem a rybolovem. Nejvíce obyvatel (1 612) zde žilo roku 1953. Opčina Kukljica zahrnuje pouze jediné sídlo, a to Kukljici samotnou.
První písemná zmínka o Kukljici pochází z roku 1106. Její název pochází ze starého chorvatského slova kukalj, které znamená vyvýšené místo. 
Kukljica je známá především díky svému resortu Zelena Punta. Rovněž se zde nachází kostel obrácení svatého Pavla, přístav a několik malých pláží.
Sousedními vesnicemi jsou Kali a Ždrelac na ostrově Pašman, naproti je obec Sukošan. Nejdůležitější dopravní komunikací je silnice D110.